# 佳能 EF 17-40mm 鏡頭
佳能 EF 17-40mm 鏡頭是一系列由佳能公司生產的變焦鏡頭，一共有下列幾種型號，為佳能L鏡頭。
- EF 17-40mm f/4L USM

當17-40mm鏡頭用於佳能數碼EOS系列的APS-C幅面機身（如佳能 EOS 550D）時，17-40mm的視角會變窄，其等效於全幅機身上的27.2-64mm視角（乘以系數1.6）。當用於APS-H幅面機身（如佳能 EOS-1D Mark IV）時，其等效於全幅機身的22.1-52mm視角（乘以系數1.3）。

## 外部連結
- Canon EF 17-40mm f/4L USM （页面存档备份，存于）
- Canon EF 17-40mm f/4L USM Lens Review（页面存档备份，存于）